# Don Friedman
Don Friedman, rodným jménem Donald Ernest Friedman, (4. května 1935 San Francisco – 30. června 2016 New York) byl americký jazzový klavírista a pedagog. Profesionálně se hudbě začal věnovat v roce 1956, kdy na západním pobřeží USA hrál například s Dexterem Gordonem, Chetem Bakerem nebo Buddy DeFrancem. V roce 1958 se přestěhoval do New Yorku, kde hrál jak s vlastním triem, tak i s dalšími hudebníky. Během své kariéry spolupracoval i s dalšími hudebníky, mezi které patří Charles Lloyd, Joe Chambers, Elvin Jones, Clark Terry nebo Booker Little.